# Aikatsu Stars!
Aikatsu Stars! (アイカツスターズ！ Aikatsu Sutāzu!) là một trò chơi thẻ sưu tập arcade trong dòng trò chơi của Bandai's Data Carddass, được ra mắt vào tháng 5 năm 2016. Nó là sự kế thừa cho dòng trò chơi arcade Aikatsu!. Trò chơi xoay quanh việc sử dụng thẻ sưu tập gồm nhiều loại quần áo khác nhau để giúp các thần tượng tham vọng vượt qua buổi thử giọng. Một biến thể truyền hình anime của BN Pictures bắt đầu phát sóng trên TV Tokyo từ ngày 7 tháng 4 năm 2016 đến ngày 29 tháng 3 năm 2018. Nó đã được Aikatsu Friends! nối tiếp vào ngày 5 tháng 4 năm 2018.

## Nội dung
Loạt phim có một nhân vật chính mới tên là Yume Nijino. Yume đặt mục tiêu trở thành một thần tượng hàng đầu, và cô, và người bạn thời thơ ấu của mình, Koharu, ghi danh vào Yotsuboshi Gakuen (Học viện bốn sao). Cô cũng nhận được sự chú ý từ một nam thần tượng tên Subaru, một thần tượng nam nổi tiếng từ M4 và có khả năng phải lòng Yume do cách nói chuyện và ngôn ngữ cơ thể của anh ta khi cô ở quanh anh ta. Anh cũng quan tâm cô rất nhiều. Cô cũng gặp Laura Sakuraba, Ako Saotome và Mahiru Kasumi, những người trở thành những người bạn tuyệt vời ở đây. Học viện có một nhóm đặc biệt gọi là S4, là bốn thần tượng hàng đầu trong trường. Có bốn lớp học Flower Song Class, Wind Dance Class, Bird Theatre Class, and Moon Beauty Class Yume và các sinh viên năm thứ nhất khác nhằm trở thành một phần của S4.Ở những tập cuối, buổi tuyển chọn S4 được diễn ra, Yume, Ako Saotome, Yuzu Nikaido và Mahiru Kasumi được chọn làm S4 thế hệ 26 Trong phần hai "Hoshi no Tsubasa" (Star Wings), Venus Ark, một trường đối thủ mới của nhân vật chính Yume Nijino's Yotsuboshi Gakuen sử dụng một con tàu làm trường học của nó, sẽ xuất hiện. Và những thần tượng mới từ trường, "thần tượng hoàn hảo" Elza Forte và Kirara Hanazono tham gia câu chuyện sẽ có loại trang phục cao cấp nhất "Star Premium Rare Tọa độ".

## Trò chơi
Data Carddass Aikatsu Stars là trò chơi Data Carddass cho phần 1.Trong phần 2, xuất hiện thêm một trò chơi mới tên là  Data Carddass Aikatsu Stars Wings of Stars . Có hai trò chơi Nintendo 3DS đã được phát hành. Trò chơi thứ nhất tên là  Aikatsu Stars First Appeal  phát hành vào ngày 20 tháng 7 năm 2016. Trò chơi thứ hai tên là  Aikatsu Stars My Special Appeal  phát hành vào ngày 24 tháng 11 năm 2016.